# Hirne
Hirne (în ucraineană Гірне) este o așezare de tip urban din orașul regional Krasnodon, regiunea Luhansk, Ucraina. În afara localității principale, nu cuprinde și alte sate.

## Demografie
Componența lingvistică a așezării de tip urban Hirne
     Rusă (100%)
Conform recensământului din 2001, toată populația așezării de tip urban Hirne era vorbitoare de rusă (100%).